# Папужка скельний
Папу́жка ске́льний (Neophema petrophila) — вид папугоподібних птахів родини Psittaculidae. Ендемік Австралії.

## Поширення
Скелясті папужки зустрічаються у трьох популяціях вздовж узбережжя та на прибережних островах південної та південно-західної частин Австралії. Мешкають виключно в піщаних узбережних дюнах, мангрових заростях, солончаках і на болотах поблизу узбережжя. Вони також населяють голі скелясті острови.

## Опис
Довжина тіла скельних папужок досягає 22 см, а вага становить від 44 до 67 грамів. Статевий диморфізм виражений незначно. З усіх лучних папужок вони мають найтьмяніше забарвлення оперення. У самців тім'я і верхня сторона тіла коричнево-оливкові. Вони мають темно-синю пов'язку, облямовану світло-блакитним кольором. Поводи, а також ділянка навколо очей і передня половина щік також світло-блакитні. Черево коричнево-жовте і стає яскраво-жовтим на боках і підхвісті. Деякі особини мають помаранчеві ділянки на животі. Дзеркальце крила фіолетове. Нижня сторона хвоста жовта. Маленький дзьоб темно-сірий, а райдужка темно-коричнева. Самиці схожі на самців, але зазвичай мають набагато вужчу пов'язку.

## Спосіб життя
Раціон складається переважно з насіння та плодів трав, чагарників і галофітів. Період розмноження — серпень — грудень. Гніздо розміщує в ущелині в низькій скелі або виступі, де вхід прихований ширмою рослинності. У кладці 4—5 яєць. Інкубація триває приблизно 18 днів. Пташенята залишають гніздо приблизно через 30 днів після вилуплення.